# Oberscherli
Oberscherli ist eine Ortschaft der Gemeinde Köniz im Schweizer Kanton Bern. Das Dorf liegt ca. 8 km südwestlich von Bern auf 735 m ü. M.
Oberscherli bildet zusammen mit Niederscherli einen Postkreis und verfügt über einen Kindergarten sowie eine Primarschule. Zum Ortsteil gehört auch der Weiler Scherliau. In den letzten drei Jahrzehnten sind viele Wohnungen und Einfamilienhäuser entstanden. Aktuell leben 461 Einwohner in Oberscherli.

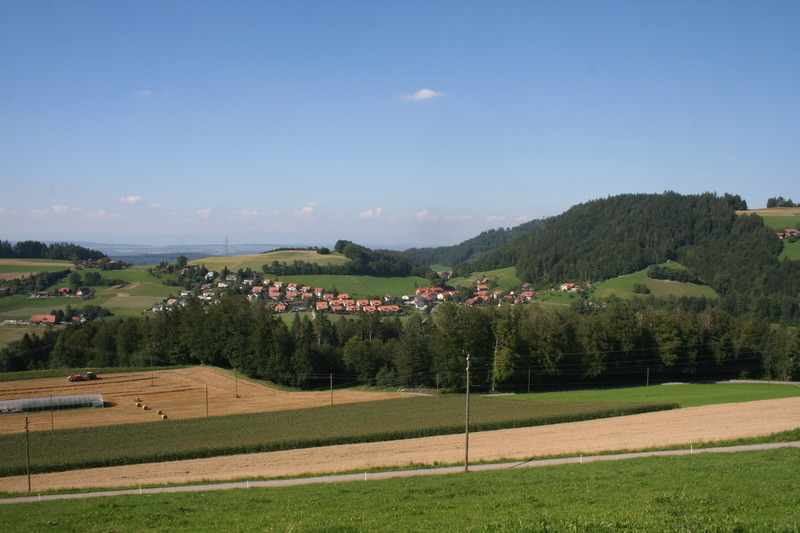
Oberscherli, 2010

## Persönlichkeiten
- Christoph Spycher (* 1978), ehemaliger Fussballspieler, wuchs in Oberscherli auf
- Mahmoud Turkmani (* 1964), libanesischer Komponist, wohnt in Oberscherli
- Florian Kuchen (* 1988), ehemaliger Unihockeyspieler, wohnt in Oberscherli